# A Széchényi család sírboltja
A Széchényi család sírboltja a magyarság nevezetes emlékhelye Nagycenken, gróf Széchenyi István és a Széchényi család több tagjának síremlékével.

## Története
A mai nagycenki temető területének nagyobbik részét 1778-ban özvegy Széchényi Antalné Barkóczy Zsuzsanna adományozta Kis- és Nagycenk lakói számára, hogy teljesíthessék Mária Terézia temetkezőkre is vonatkozó rendeletét. Az özvegy nemcsak a területet engedte át, hanem még abban az évben az akkori temető közepén egy kápolnát is építtetett.
Az ovális alaprajzú temetőkápolnát a birtokok örököse, Széchényi Ferenc Ringer József soproni építész tervei alapján 1806–1819 között kibővíttette egy családi temetkezési hellyel, és a kápolna elé egy klasszicista stílusú előcsarnokot emeltetett.

## A sírbolt leírása
Az előcsarnok épülete kváderkő-szerűen vakolt görögös homlokzatú, a két dór oszlop között nyíló kapu felett a hit allegóriája látható. Ezen a kapun belépve jutunk az 1819-ben elkészült, jón oszlopok tagolta háromhajós csarnokba, amely falain az ajtó és a fülkék félköríves záródásaiban „Camaïeu” technikával készített díszítmények bibliai jeleneteket ábrázolnak. A vasrácsos kapun és az AVE feliratot átlépve az eredeti, 1778-ban emelt barokk kápolna terébe érünk, ahonnan a családi sírboltba juthatunk le.
A sírbolt kialakításakor az ovális kápolna alatti térben négy sírhely és az előcsarnok alatt húzódó kereszt alakú térben, a kereszt hosszanti szárában 42 sírhelyet alakítottak ki. Ma itt 48 Széchényi családtag nyugszik.
A kápolna alatti ovális térben balra található Széchenyi István sírhelye, alatta felesége, Aspangi Seilern Crescentia nyugszik.
A sírbolt zárófalában nyugszik a sírboltépíttető Széchényi Ferenc, aki 1802-ben és 1818-ban gyűjteményeit a nemzetnek ajánlotta, valamint felesége, Festetics Julianna – Széchenyi István szülei.
A kereszt egyik oldalsó szárában 1811-ben temették újra az 1710-ben elhunyt Széchényi Pál kalocsai érseket, míg a másik oldalra 1860-ban került egy fémláda, amelyben valaha Széchenyi István halálakor viselt ruhadarabjait és a golyó által kiszakított koponyacsontdarabját őrizték. Ma már csak a koponyacsontdarab látható, míg a ruhák a kastélyban, a Széchenyi István-emlékmúzeumban tekinthetők meg.
A temető 1910 óta a Széchényi család nemzetségi temetője, ahol számos Széchényi-sír mellett sok 19. századi sírkő is található.